# Et al.
O et al. é uma abreviação de uma expressão em latim (que possui três formas de acordo com o gênero indicado) que é usada em citações bibliográficas quando a obra possui muitos autores.
- et alii: representa "e outros", forma no masculino plural;[5]
- et aliae: representa "e outras", forma feminino plural, e;
- et alia: representa "e outros" na forma neutro plural.[1][2][4] Neste caso, geralmente se indica nominalmente o primeiro autor seguido da abreviatura et al., como por exemplo "Silva et al." informa que Silva está em grupo com outros autores/autoras.[2]

A utilização da abreviatura é convencionada de modo diferente de acordo com a norma, padrão ou formato que indica a sua utilização. Variando desde a quantidade de autores que a produção deve possuir para que o "et al." seja empregado até o modo como este deve ser apresentado. Como por exemplo:
- No Brasil conforme a ABNT NBR 6023:2002:[2][6]

SOBRENOME, Nome et al.
- Em Portugal conforme a NP 405-1:[7]

SOBRENOME, Nome [et al].

O uso da expressão é indicada pela Associação Brasileira de Normas Técnicas e também segundo as Regras Portuguesas de Catalogação para as referências bibliográficas com mais de três autores. No entanto, ela faculta a indicação de todos os nomes caso a menção dos autores seja indispensável para certificar a autoria (como em relatórios para órgãos de financiamento, projetos de pesquisa científica, etc.).